# Erissus
Erissus is een geslacht van spinnen uit de  familie van de Thomisidae (krabspinnen).

## Soorten
- Erissus angulosus Simon, 1895
- Erissus bateae Soares, 1941
- Erissus bilineatus Mello-Leitão, 1929
- Erissus fuscus Simon, 1929
- Erissus mirabilis (Soares, 1942)[1]
- Erissus roseus Mello-Leitão, 1943
- Erissus sanctaeleopoldinae (Soares & Soares, 1946)
- Erissus spinosissimus Mello-Leitão, 1929
- Erissus truncatifrons Simon, 1895
- Erissus validus Simon, 1895